# Placówka Straży Celnej „Nad Stawem”

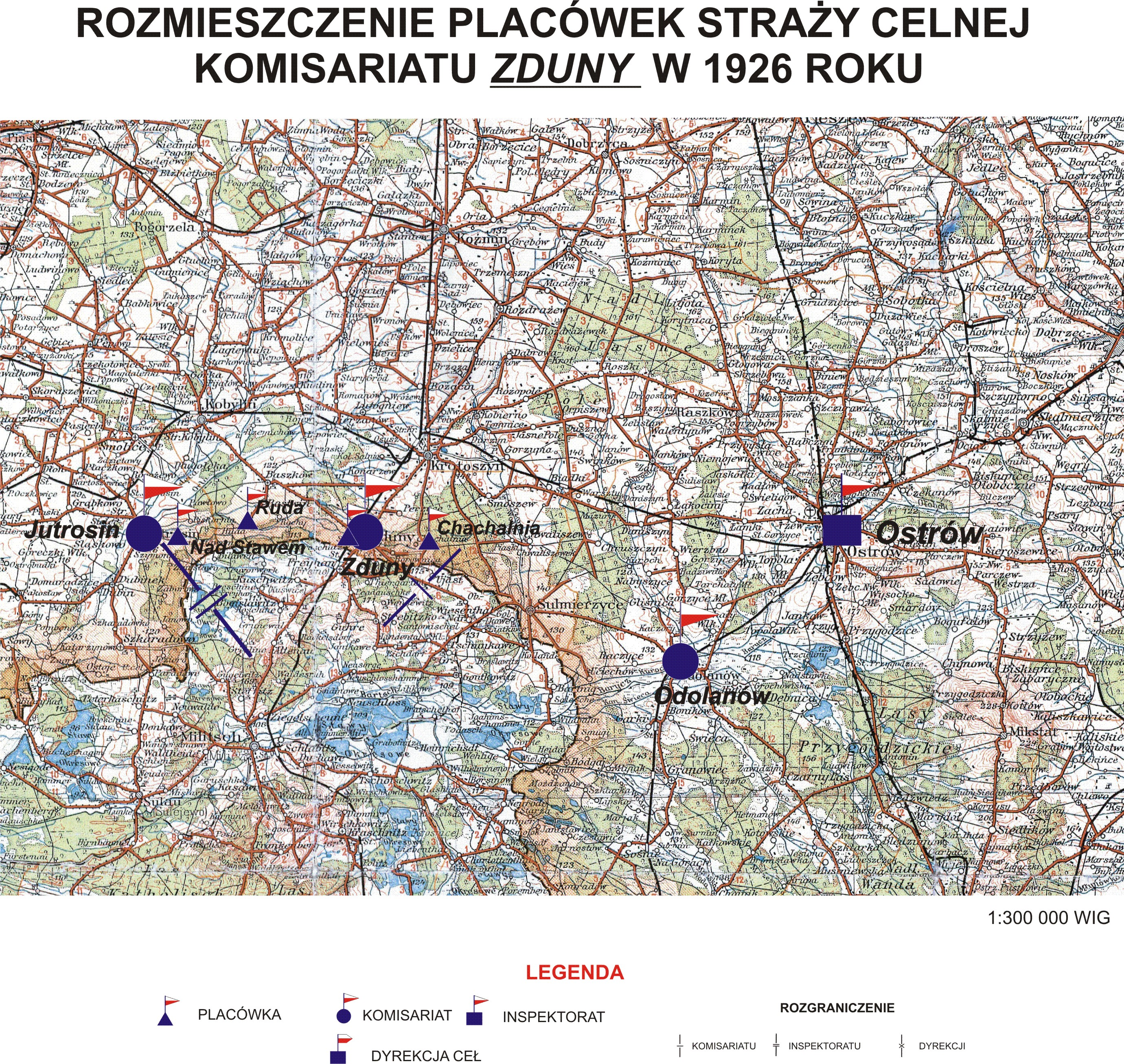
Rozmieszczenie placówek Straży Celnej Komisariatu Zduny

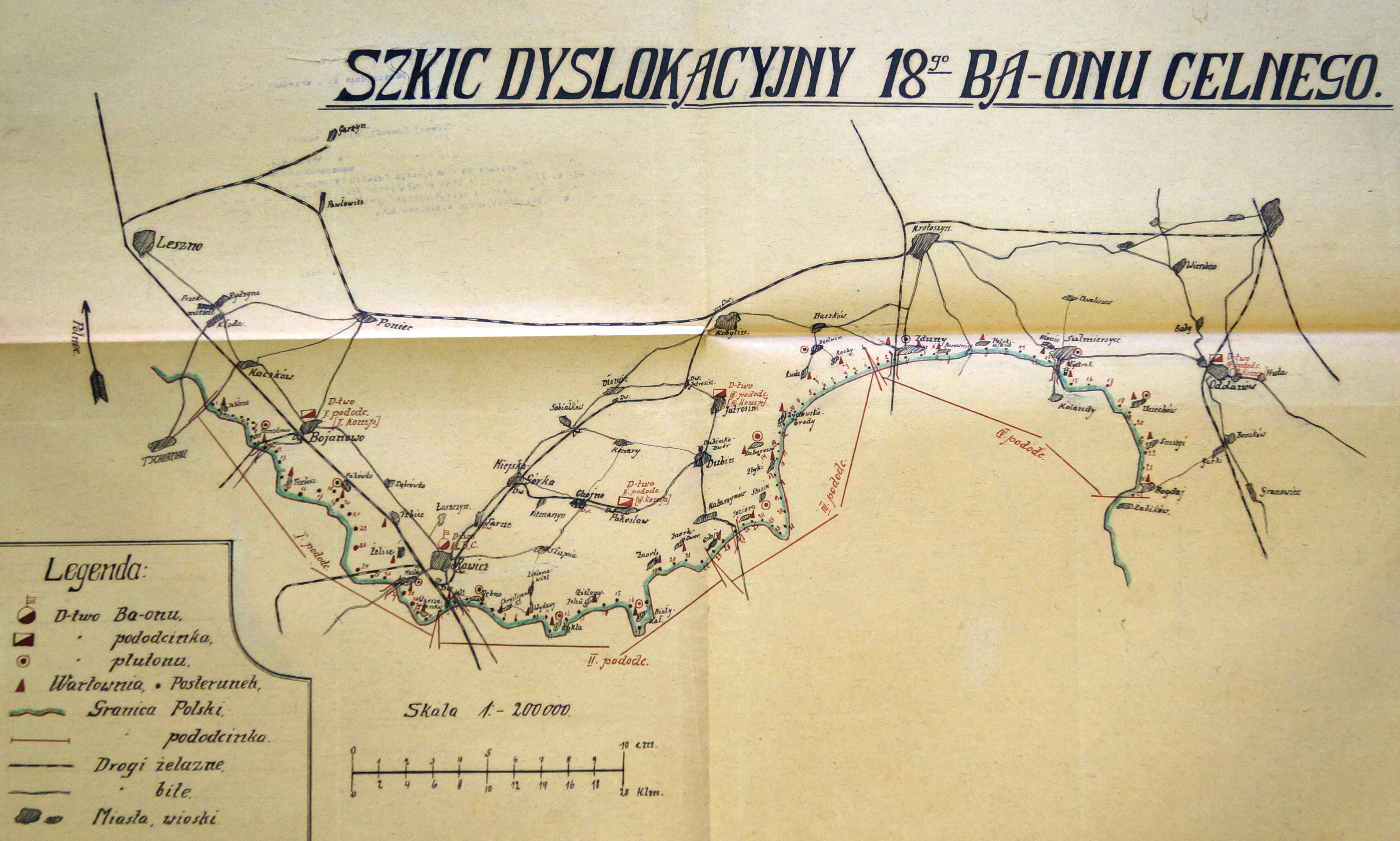
Szkic rozmieszczenia 18 batalionu celnego „Rawicz”

Placówka Straży Celnej „Nad Stawem” – jednostka organizacyjna Straży Celnej pełniąca w okresie międzywojennym służbę ochronną na granicy polsko-niemieckiej.

## Formowanie i zmiany organizacyjne
Na wniosek Ministerstwa Skarbu, uchwałą z 10 marca 1920 roku, powołano do życia Straż Celną. Od połowy 1921 roku jednostki Straży Celnej rozpoczęły przejmowanie odcinków granicy od pododdziałów Batalionów Celnych. Proces tworzenia Straży Celnej trwał do końca 1922 roku. Placówka Straży Celnej „Nad Stawem” weszła w podporządkowanie komisariatu Straży Celnej „Zduny” z Inspektoratu SC „Ostrów”.
W drugiej połowie 1927 roku przystąpiono do gruntownej reorganizacji Straży Celnej. W praktyce skutkowało to rozwiązaniem tej formacji granicznej. Ochronę północnej, zachodniej i południowej granicy państwa przejęła powołana z dniem 2 kwietnia 1928 roku Straż Graniczna.
Rozkazem nr 11 z 9 stycznia 1930 roku reorganizacji Wielkopolskiego Inspektoratu Okręgowego komendant Straży Granicznej płk Jan Jur-Gorzechowski ustalił numer i nową organizację komisariatu „Jutrosin”. Placówka Straży Granicznej I linii „Nad Stawem” znalazła się w jego strukturze.

## Funkcjonariusze placówki
Kierownicy placówki
| stopień    | imię i nazwisko, numer   | okres pełnienia służby | kolejne stanowisko |
| ---------- | ------------------------ | ---------------------- | ------------------ |
| przodownik | Franciszek Kupczak (685) | był w 1926             |                    |

Obsada personalna placówki w 1926:
- przodownik Franciszek Kupczak (685)
- starszy strażnik Ignacy Drewniak (481)
- strażnik Władysław Warkocki (161)
- strażnik Franciszek Stempiński (1457)
- strażnik Stanisław Witucki (1505)
- strażnik Stanisław Nawrot (1446)
- strażnik Antoni Pierzchała (1844)
- strażnik Roman Toporowicz (2746)
- strażnik Władysław Pilujski (3025)
- strażnik Józef Binek (2886)
- strażnik Ignacy Smok (1496)